# Aleksander Szwed
Aleksander Jakub Szwed (ur. 22 października 1982 w Nowej Rudzie) – polski polityk, urzędnik i samorządowiec, senator IX, X i XI kadencji (od 2015).

## Życiorys
Syn Józefa i Wiesławy. Ukończył w 1997 szkołę podstawową w Radkowie, w 2001 liceum zawodowe w Nowej Rudzie, a w 2008 historię na Wydziale Nauk Historycznych i Pedagogicznych Uniwersytetu Wrocławskiego. Odbył studia podyplomowe z zakresu administracji oraz z zarządzania projektami i ewaluacji w Dolnośląskiej Wyższej Szkole Służb Publicznych „Asesor” we Wrocławiu, zarządzania w administracji w Wyższej Szkole Zarządzania „Edukacja” we Wrocławiu oraz MBA w Collegium Humanum – Szkole Głównej Menedżerskiej w Warszawie. W latach 2002–2009 prowadził własne gospodarstwo rolne w Radkowie, zaś od 2009 pracował w urzędzie miasta w Kłodzku (od 2008 do 2010 także w Ośrodku Pomocy Społecznej). Od czerwca do września 2015 pełnił stanowisko kierownika referatu zarządzania funduszami i promocji w urzędzie miasta w Kudowie-Zdroju.
W wyborach samorządowych w 2002 bez powodzenia ubiegał się o mandat radnego sejmiku dolnośląskiego z listy Komitetu Obrony Polskiej Ziemi Placówka. We wrześniu 2009 przystąpił do Prawa i Sprawiedliwości. W 2010 i 2014 uzyskiwał mandat radnego rady powiatu kłodzkiego. Pełnił m.in. funkcję przewodniczącego klubu radnych PiS.
W wyborach w 2015, kandydując również z ramienia PiS, został wybrany na senatora IX kadencji w okręgu nr 5, obejmującym powiaty kłodzki, ząbkowicki i dzierżoniowski. Otrzymał 39 803 głosy, pokonując m.in. dotychczasowego senatora Stanisława Jurcewicza. Bezskutecznie startował w wyborach do Parlamentu Europejskiego w 2019. W wyborach w tym samym roku uzyskał natomiast senacką reelekcję z wynikiem 61 035 głosów. W 2023 utrzymał mandat senatora na kolejną kadencję (otrzymał 56 101 głosów).

## Wyniki w wyborach ogólnopolskich
| Wybory | Komitet wyborczy                 | Komitet wyborczy       | Organ             | Okręg           | Wynik           |
| ------ | -------------------------------- | ---------------------- | ----------------- | --------------- | --------------- |
| 2015   |                                  | Prawo i Sprawiedliwość | Senat IX kadencji | nr 5            | 39 803 (34,44%) |
| 2019   | Parlament Europejski IX kadencji | Prawo i Sprawiedliwość | nr 12             | 13 840 (1,06%)  |                 |
| 2019   | Senat X kadencji                 | Prawo i Sprawiedliwość | nr 5              | 61 035 (43,45%) |                 |
| 2023   | Senat XI kadencji                | Prawo i Sprawiedliwość | nr 5              | 56 101 (35,77%) |                 |